# Limenitis gavina
Limenitis gavina är en fjärilsart som beskrevs av Hans Fruhstorfer 1915. Limenitis gavina ingår i släktet Limenitis och familjen praktfjärilar. Inga underarter finns listade i Catalogue of Life.